# Phytomyza nitidicollis
Phytomyza nitidicollis este o specie de muște din genul Phytomyza, familia Agromyzidae, descrisă de Johann Wilhelm Meigen în anul 1838.
Este endemică în Germania. Conform Catalogue of Life specia Phytomyza nitidicollis nu are subspecii cunoscute.